# Opowieści galicyjskie
Opowieści galicyjskie (1995) – zbiór opowiadań Andrzeja Stasiuka, w których dominuje proza poetycka połączona z reporterskim ujęciem szczegółów topograficznych. W skład zbioru wchodzi 15 opowiadań: Józek, Władek, Kowal Kruk, Janek, Miejsce, Kościejny, Lewandowski, Knajpa, Babka, Rudy Sierżant, Noc, Maryśka, Spowiedź, Noc druga, Koniec, które cyklicznie ukazywały się w „Tygodniku Powszechnym”, a po raz pierwszy zostały wydane książkowo w 1995 roku przez Wydawnictwo Znak.
Stasiuk w swej minipowieści opisuje społeczność Beskidu Niskiego w okresie przemian po upadku systemu komunistycznego i likwidacji miejscowego PGR-u. Narrator, którym jest człowiek z zewnątrz, dostrzega metamorfozy zachodzące w poszczególnych ludziach w momencie, kiedy kosmos PGR-u zamienia się w chaos kapitalizmu. Tylko część społeczności potrafi odnaleźć się w nowej rzeczywistości, reszta skazana jest na wegetację w miejscu zapomnianym przez świat. Beskid Niski przedstawiony przez Stasiuka jest miejscem mitycznym, w którym czas zakreśla koło, a przeszłość, teraźniejszość i przyszłość współistnieją.
Na podstawie Opowieści galicyjskich powstał w 2007 roku film fabularny Wino truskawkowe wyreżyserowany przez Dariusza Jabłońskiego.
Zawierające się w zbiorze, opowiadanie Miejsce, znajduje się na liście utworów literackich obowiązkowych, na maturze z języka polskiego w formule 2023.